# Baiano e os Novos Caetanos
Baiano e os Novos Caetanos é um trio musical e humorístico composto pelos humoristas Chico Anysio, Arnaud Rodrigues e Renato Piau satirizando no título o conjunto Novos Baianos e o cantor Caetano Veloso.

## Biografia
Nascida nos anos 70 como uma sátira ao tropicalismo, a dupla formada por Baiano e Paulinho Boca de Profeta (personagens de Chico Anísio e Arnauld Rodrigues, respectivamente, no humorístico “Chico City”) trazia em suas canções letras divertidas e engajadas e um instrumental de primeira, com belos arranjos de violões, sanfonas e cavaquinhos, entre outros instrumentos. Clássicos como "Vô Batê Pá Tu", que fala das delações na ditadura, e "Urubu Tá com Raiva do Boi", uma crítica à situação econômica do país e ao “milagre econômico brasileiro”, e a bela "Folia de Reis", fizeram de Baiano & Os Novos Caetanos um nome significativo no universo do samba-rock e da música rural.

## Discografia
Baiano e os Novos Caetanos vol 1 Lançado em 1974. Trazia 11 faixas:
- 1. Vô Batê pa tu
- 2. Nega
- 3. Cidadão da Mata
- 4. Urubu Ta Com Raiva do Boi
- 5. Aldeia
- 6. Ciranda
- 7. Folia de Rei
- 8. Véio Zuza
- 9. Selva de Feras
- 10. Tributo ao Regional
- 11. Dendalei

 Baiano e os Novos Caetanos vol 2 Lançado em 1975. Trazia 10 faixas:
- 1. Perereca
- 2. Ameriqueiro
- 3 Forró
- 4. Sete luas
- 5. Entardecer na fazenda
- 6. Yo no quiero saber
- 7. Três macaquinhos
- 8. Ciranda
- 9. Apocalipse
- 10. Violamania

 A volta Foi lançado em 1982.
- 1. Buchada
- 2. Painho
- 3. Pindorama
- 4. Mexendo com as menina
- 5. Beija-fulo
- 6. Fauna
- 7. Só pá dá um toque
- 8. Caminhoneiro
- 9. Casamento do sapo
- 10. Arriscando um jejum
- 11. Forrofofó
- 12. Vida caipira

 Sudamérica Foi lançado em 1985.
- 1. Na boca do povo
- 2. Forró do Zé Mané
- 3. Cego é quem não quer ver
- 4. Pica-pau
- 5. Festa do algodão
- 6. Sudamérica
- 7. Dance people
- 8. O brasileiro
- 9. Catira caipira
- 10. Tanto fez e tanto faz

 Além desses discos também são creditados à dupla:
 Azambuja & Cia. Foi lançado em 1975 e trazia as seguintes faixas:
- 1. Nega brechó
- 2. Ao bililico
- 3. Tema de Azambuja
- 4. Monólogo nº 1
- 5. Maristela
- 6. O poste da rua Jorge de Lima
- 7. Verde
- 8. A turma
- 9. Monólogo nº 2

Chico Anysio ao Vivo. Que trazia um show de stand up comedy de Chico, com textos de Arnaud.